# Karol Pindór
Karol Pindór (ur. 4 listopada 1881 w Cieszynie) – austro-węgierski i polski dyplomata.

## Życiorys
Syn Jana Pindóra, pastora ewangelickiego. Służył w Towarzystwie Żeglugi „Lloyd Austriacki”. W 1903 odwiedził Indie, Chiny i Japonię. W latach 1904–1908 pracował w międzynarodowej administracji Chińskich Ceł w Nankinie i Harbinie, później znalazł zatrudnienie w ambasadzie Austro-Węgier w Pekinie, w latach 1909-1914 na stanowisku austriackiego tymczasowego konsula w Chinach w Szanghaju. Był zatrudniony w Ministerstwie Spraw Zagranicznych w Wiedniu (1914-1918). W latach 1918–1919 członek polskiej delegacji na konferencji w Wersalu. W 1920 został konsulem polskim w San Francisco. W następnym roku ponownie znalazł się w Chinach – tym razem jako konsul w Harbinie (1922-1924), konsul i delegat pełnomocny rządu II RP w Szanghaju (1924-, w latach 1926-1928 ambasador), gdzie zajmował się sprawami Chin, Tybetu i Syjamu (Tajlandii). W imieniu Polski podpisał ostateczny traktat polsko-chiński. W 1930 powrócił do Polski i zaczął pracować w Ministerstwie Spraw Zagranicznych w Warszawie. Był też zatrudniony w sekretariacie Ligi Narodów w Genewie (1930-1932). Jego losy po zakończeniu służby dyplomatycznej nie są znane.
Władał jęz. chińskim.